# Der schwarze Domino (Film)
Der schwarze Domino ist eine deutsche Stummfilm-Musikkomödie aus dem Jahre 1929 von Victor Janson, gestaltet nach der gleichnamigen Opéra-comique (1837) von Daniel-François-Esprit Auber mit einem Libretto von Eugène Scribe. In den Hauptrollen sind Harry Liedtke, Vera Schmiterlöw und Hans Junkermann zu sehen. 

## Handlung
Am Hof des spanischen Königs in Madrid wird im großen Saal ein Maskenball gegeben. In einem Salon gleich nebenan haben sich der Gesandtschaftsattaché der Republik Morea in Paris, der etwas leichtlebige Horace de Massarena, und der noch jugendliche Graf Juliano eingefunden und beginnen sich angeregt zu unterhalten. Massarena erzählt seinem Gesprächspartner, dass er vor exakt einem Jahr genau in diesem Salon – ebenfalls anlässlich eines Maskenballs – einer Unbekannten, maskiert als schwarzer Domino, einen Gefallen erweisen konnte. 
Seither würde er diese Unbekannte lieben und seit dieser Tat würde er auch von unbekannter Seite protegiert. Heute nun hofft Horace, der dem schwarzen Domino seine steile Diplomatenkarriere verdankt, die geheimnisvolle Unbekannte wiederzubegegnen … und dass, obwohl sein Förderer, der Gesandte Graf Saint Lucar, Massarena längst mit seiner Tochter Angela zusammengebracht hat. Horace ahnt nicht, dass seine Verlobte Angela in Wahrheit selbst der schwarze Domino ist und ihr Ziel, die Frau an Horaces Seite zu werden, mit ihrer charmanten Intrige längst erreicht hat. 

## Produktionsnotizen
“Der schwarze Domino” entstand in den ersten Wochen des Jahres 1929 im Filmatelier von Staaken bei Berlin und passierte am 8. Mai desselben Jahres die Zensur. Die Premiere war am 19. August 1929 in Berlins Titania-Palast. Der mit Jugendverbot belegte Achtakter besaß eine Länge von 2749 Meter.
Rudolf Walther-Fein übernahm die Produktionsleitung, Walter Tost die Aufnahmeleitung, Botho Höfer und Hans Minzloff gestalteten die Filmbauten.

## Kritik
„Walter Reisch und Robert Liebmann schrieben den Film nach Auberts gleichnamiger komischer Oper. Ein Reihe komischer Einzelsituationen ist den beiden ausgezeichnet gelungen. Wenn auch die Scherze billig und die Mittelweg keineswegs neuartig waren, so erzielte man doch den gewünschten stürmischen Jubel und Applaus auf offener Szene. (…) Die in der Idee etwas dünne Handlung steht und fällt mit der Qualität der Darsteller und der Wendigkeit des Regisseurs. (…) Victor Janson … entwickelt einer Reihe entzückender schauspielerischer Details ... Die drei Frauen des Films befriedigen restlos.“

„Ein Film, der von all den Requisiten des mehr oder minder beliebten deutschen Lustspiels lebt … aber es fehlt dem winkeligen Hin und Her der Plan, von dem die Situatiönchen ausgehen, in dem sie münden, der ihnen Halt, Elan und Sinn gibt. So ist die Arbeit Victor Jansons, des beträchtlich verbesserten Regisseurs, ziemlich vergebens, so ausgezeichnet ihn auch seine Kameraleute Seeber und Lamberti und seine Spieler, Liedtke voran … unterstützen.“